# Річмонд Тернер
Річмонд Келлі Тернер (англ. Richmond Kelly Turner) (27 травня 1885 — 12 лютого 1961) — адмірал Військово-морських сил США під час Другої Світової Війни, коли він командував десантними силами на Тихоокеанському театрі воєнних дій. Тернер також був відповідальним за створення груп підводного підриву (UDT) у 1942 році, які були попередником морських котиків ВМС США.

## Друга світова війна
В грудні 1941 року Тернера було призначено помічником начальника штабу головнокомандувача флотом США (нова посада, створена після Перл-Гарбора для адмірала Ернеста Кінга). На цій посаді він служив до червня 1942 року. Потім його відправили на Тихий океан, щоб прийняти командування амфібійними силами. Протягом наступних трьох років він обіймав посади контр-адмірала та віце-адмірала, керуючи різними десантними силами. Він допомагав планувати та виконувати десантні операції проти японськиї військ у південній, центральній та західній частині Тихого океану. Він мав би командувати амфібійним десантом під час вторгнення в Японію.
Під час кампанії на Гуадалканалі контр-адмірал Тернер був командувачем десантних сил у південній частині Тихого океану (ComPhibForSoPac), також відомих як оперативна група 62, у тому числі десантної групи генерал-майора Александера Вандегріфта та групи контр-адмірала Віктора Крачлі Королівського флоту. Він успішно провів п'ятимісячну кампанію до перемоги, яка включала жахливу поразку на острові Саво.
Під час наступу на Маршаллові острови контр-адмірал Тернер був командувачем Об’єднаних експедиційних сил (оперативна група 51).
24 травня 1945 року Річмонд Келлі Тернер отримав звання повного адмірала. Якби війна на Тихому океані тривала, він би командував десантним компонентом вторгнення в Японію. Під командуванням адмірала Тернера в операції Кюсю мало бути 2700 кораблів. Під його командуванням було 1213 кораблів і катерів під час Окінавської операції, 435 під час Маріанської операції та 51 на Гуадалканалі.
Тернер був присутній під час підписання акту капітуляції Японії на борту USS Missouri (BB-63) 2 вересня 1945 року.